# Gertrude Sawyer

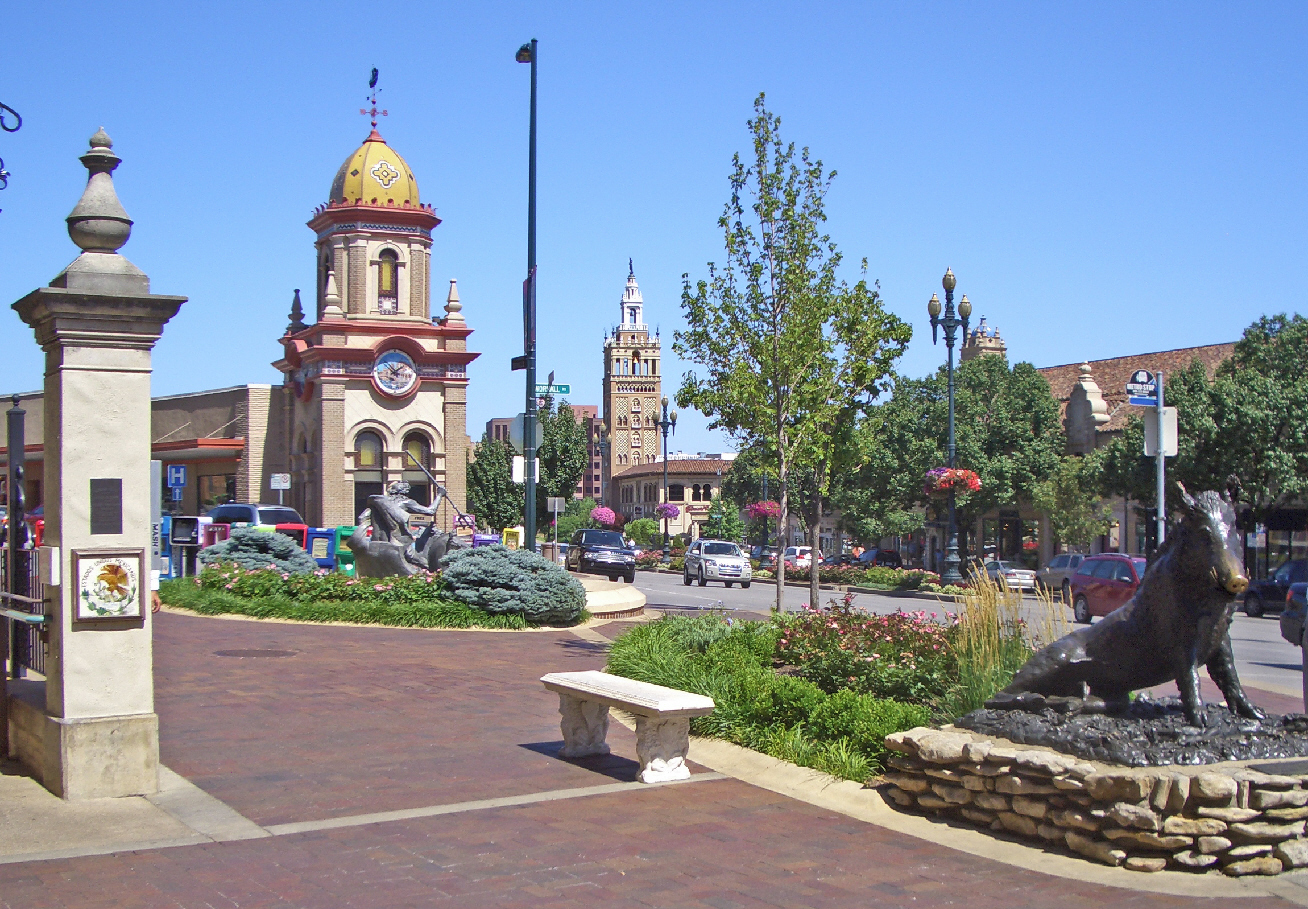
Gertrude Sawyer y Edward Buehler Delk, Country Club Plaza, Kansas City

Gertrude Sawyer (Tuscola, Illinois; 2 de abril de 1895-California, 11 de febrero de 1996) fue una de las primeras arquitectas en ejercer en Maryland, Washington D. C.

## Primeros años y educación
Sawyer nació el 2 de abril de 1895 en Tuscola, Illinois. Ella sabía que iba a ser arquitecta desde muy corta edad. Después de culminar la secundaria en Misuri e Indiana, obtuvo su título de licenciada de la Universidad de Illinois en 1918.Fue una de las primeras estudiantes en la Cambridge School of Domestic and Landscape Architecture for Women, donde conoció a la arquitecta paisajista Rose Greely.

## Carrera profesional
Después de graduarse en 1922 con una maestría en arquitectura, Sawyer trabajó unos pocos meses para el estudio de arquitectos de Edward Delk en Kansas City, Misuri, en donde construyó su primera vivienda. Al otro año, 1923, se mudó a Washington D. C., en donde trabajó para el arquitecto Horace W. Peaslee.
En 1925, Sawyer decidió viajar alrededor de Europa. A su regreso, en 1926, se registró para ejercer la arquitectura en el Distrito de Columbia. En las décadas siguientes, se licenció en los estados de Maryland, Pensilvania, Ohio y Florida.
Sawyer enseñó arquitectura en el Vassar College en los veranos de 1930 y 1931. Abrió su propio estudio en Georgetown, Washington D. C., en 1934, especializándose en restauración histórica y en edificios de estilo del Renacimiento Colonial. Es admirada por su meticulosidad en los detalles.
Para 1931, Sawyer era miembro del American Institute of Architects.
Durante la Segunda Guerra Mundial, entre 1943 y 1945, Sawyer sirvió en la marina y cuerpo de ingenieros (The Seebees), bajo el rango de teniente comandante. Entre sus tareas en tiempos de guerra, debía diseñar casas para albergar a unas 14 000 personas. Culminada la guerra, ella fue la única mujer en ser designada una oficial en reserva del Seebee (reserve Seebee officer).

## Últimos años
Sawyer se retiró en 1969. Se mudó a California, en donde falleció el 11 de febrero de 1996, dos meses antes del que hubiese sido su 101 cumpleaños.

## Alguna de sus construcciones
- Country Club Plaza, Kansas City (ca. 1922?) con Edward Buehler Delk
- Sarah Louisa Rittenhouse Memorial en Montrose Park (ca. 1923–24)
- Jefferson Patterson Point Farm.[8]
- 2001 Massachusetts Ave., Washington D. C.: ahora Kossuth House (1935)
- Tudor Hall, Leonardtown (restauración, 1950)
- Casa de Gertrude Sawyer, Washington D. C. (ca. 1920–1950)
- 1640 Wisconsin Ave, NW, Washington D. C. (1969)